# Extraterrestrial
Pour plus de détails, voir Fiche technique et Distribution.
Extraterrestrial est un film de science-fiction horrifique canadien coécrit, comonté et réalisé par Colin Minihan, sorti en 2014.

## Synopsis
Des extraterrestres belliqueux terrorisent un groupe établi dans une cabane dans les bois.

## Fiche technique
- Titre original : Extraterrestrial
- Réalisation : Colin Minihan
- Scénario : Colin Minihan et Stuart Ortiz (The Vicious Brothers)
- Musique : Blitz//Berlin
- Direction artistique : Scott Moulton
- Décors : Andrew Rogers
- Photographie : Samy Inayeh
- Montage : Colin Minihan et Stuart Ortiz (The Vicious Brothers)
- Production : Shawn Angelski et Martin Fisher
- Sociétés de production : Abduction Films ; Manis Film, Pink Buffalo Films et Twin Engine Films (coproductions)
- Pays d’origine :  Canada
- Langue originale : anglais
- Format : couleur - 2.35 : 1 - Dolby numérique - 35mm
- Genre : film de science-fiction horrifique
- Durée : 106 minutes
- Date de sortie :
  - États-Unis : 18 avril 2014 (Festival du film de Tribeca)

## Distribution
- Brittany Allen : April
- Freddie Stroma : Kyle
- Melanie Papalia : Melanie
- Jesse Moss : Seth
- Anja Savcic : Lex
- Sean Rogerson : le shérif Mitchell
- Emily Perkins : Nancy
- Michael Ironside : Travis

## Distinction

### Nomination et sélection
- Festival du film de Tribeca 2014